# Terrenos Novos
O bairro Cidade Doutor José Euclides ou como é mais comumente conhecido, Terrenos Novos, é um bairro de Sobral, no estado do Ceará, que em seu nome homenageia o pai do ex governador Cid Gomes.
Criado pela lei municipal n° 013/82 de 1 de dezembro de 1982, o bairro é hoje o mais populoso do município de Sobral. Conta com uma população estimada em mais de 30 mil habitantes e tem um aquecido comércio local, que abrange de tudo, desde simples mercearias de gêneros alimentícios a serviços de farmácia, lojas, pizzarias, depósitos de construção e escritório de contabilidade.

## História
O bairro Cidade Dr. José Euclides foi criado no dia 1 de dezembro de 1982. Abaixo, estão listados os acontecimentos marcantes que construíram a sua história:
1. 1982 - Lei Municipal N° 013/82 cria oficialmente o bairro;
2. 1987 - Instalação de água encanada;
3. 1988 - Instalação de energia elétrica;
4. 1992 - Conclusão da construção do templo da Igreja Católica (hoje matriz da Paróquia de São Paulo Apóstolo);
5. 1994 - Recebe saneamento básico, através de um projeto executado pelo governo do estado;
6. 2007 - Instalação da Paróquia de São Paulo Apóstolo;
7. 2011 - Construção do Hospital Regional Norte;

### Breve histórico sobre fornecimento de água
Do ano de sua fundação, 1982, até meados de 1989, o bairro dos Terrenos Novos era pouco habitado e quem já morava ali, buscava água para todo tipo de consumo em quatro locais distintos. A saber:
1. Açude Mucambinho;
2. Tanques públicos abastecidos por carro do bombeiro; (Esses tanques estavam localizados um onde hoje situa-se a pracinha do bairro e o outro ao lado do prédio da Associação Benedito Tonho)
3. Chafariz público mais próximo, localizado na Vila Popular Junco (atual bairro do Junco), ao lado da quadra de esportes, na praça pública, em Frente a reserva ecológica do IBAMA;
4. No Projeto Sertanejo/DNOCS, onde hoje funciona o Centro de Ciências Humanas da UVA - Universidade Estadual Vale do Acaraú (Casa da Geografia), vizinho a escola Jarbas Passarinho. nesse caso havia uma dificuldade, pois o abastecimento de água dependia da boa vontade do Vigia do prédio.

## Denominações
O bairro já teve denominações diversas. Em ordem cronológica já se chamou:
1. Mucambinho
2. Bolsão da seca
3. Malvinas
4. Terrenos Novos

Hoje, seu nome oficial é Cidade José Euclides, Contudo, por força da tradição é sempre chamado de Terrenos Novos.